# 坊門忠信
坊門 忠信（ぼうもん ただのぶ）は、鎌倉時代前期の公卿・歌人。名は信能とも。内大臣・坊門信清の長男。官位は正二位・大納言。

## 経歴
建永2年（1207年）参議、建保6年（1218年）権大納言。後鳥羽天皇・順徳天皇の寵臣として仕える。承久元年（1219年）正月、義弟・源実朝の右大臣拝賀式のため鎌倉へ下向し、実朝暗殺の現場を目の当たりにしている。
承久3年（1221年）6月、実朝亡き後の鎌倉幕府と対立した後鳥羽上皇が幕府打倒の兵を挙げた承久の乱では、上皇方の大将軍として出陣した。しかし、上皇方の敗北により首謀者として捕らえられ、千葉胤綱に身柄を預けられる。処刑のため関東へ連行されたが、源実朝に嫁いでいた妹（西八条禅尼）の嘆願により助命された。遠江国より都へ戻って、同年7月出家、8月幕府の処置により越後国へ流罪となった。まもなく赦免されて帰京し、太秦の辺りに籠居した。寛喜2年（1230年）春には都へ戻り、一条大宮に居住している。
勅撰歌人として新勅撰和歌集（5首）以下の勅撰和歌集に11首が入首しており、嘉禄2年（1236年）の後鳥羽院の遠島歌合に道珍の法名で参加している。
暦仁元年（1238年）5月、かつての赦免の恩に礼を伝えるべく、幕府執権の北条泰時に面会を求めたが、泰時から拒絶されたという。その後の消息、没年は明らかでない。

## 系譜
- 父：坊門信清
- 母：藤原定能の娘
- 妻：舞女
  - 男子：坊門基信（1208年 - ?）
- 妻：藤原親能娘
- 生母不詳の子女
  - 男子：坊門長信
  - 男子：坊門範信
  - 男子：坊門信朝
  - 男子：清乗
  - 女子：大炊御門家嗣室
  - 女子：
- 養子女
  - 男子：藤原信成（1197年 - 1262年） - 実は藤原親兼の子。子孫は水無瀬家
  - 男子：坊門信家（実は坊門長信の字）

## 関連作品
テレビドラマ
- 『草燃える』（1979年、NHK大河ドラマ、演：横光克彦）